# Joseph Kosma
Joseph Kosma (en húngaro Kozma József, Budapest, 22 de octubre de 1905-La Roche-Guyon, Francia, 7 de agosto de 1969) fue un compositor nacido en Hungría, pero de nacionalidad francesa desde 1946.
Fue alumno de Béla Bartók, con quien estudió en la Academia Liszt de Budapest, donde se graduó en las especialidades de composición y dirección orquestal. En 1928 obtuvo una beca para estudiar en el Conservatorio de Berlín, donde conoció a Lilli Apel, también músico, que luego fue su esposa. En esa institución estudió con Hanns Eisler, con quien tuvo después una larga amistad.
Nombrado director de la orquesta de la Ópera de Berlín, abandonó ese puesto para unirse a la compañía de teatro ambulante de Bertolt Brecht. A partir de entonces, compuso música para teatro y canciones. Aunque la mayoría fueron en colaboración con el poeta francés Jacques Prévert, también puso música a poemas de otros autores como Jean-Paul Sartre o Raymond Queneau. Los principales intérpretes de sus canciones fueron Yves Montand y Juliette Gréco. Su canción más conocida es Les feuilles mortes (Las hojas muertas), con letra de Prévert. La melodía de su estribillo se convirtió en un tema clásico de jazz, con el título de Autumn leaves.
Fue también el autor de la música de muchas películas, como Les portes de la nuit (1946) (En el umbral de la noche), de Marcel Carné, y La grande illusion (1937) y Le testament du Docteur Cordelier (1959), de Jean Renoir. La música de esta última (originalmente un telefilme) es un sobresaliente ejemplo del uso de un leitmotiv asociado a un personaje, en este caso el "señor Opale", inspirado en el protagonista de El extraño caso del Dr. Jekyll y Mr. Hyde de Robert Louis Stevenson. En 1953, por invitación del director del Théâtre des Capucines de París, dio a conocer la opereta Les Chansons de Bilitis con libreto de Jean Valmy y Marc Cab a partir del ciclo de poemas homónimo de Pierre Louÿs; la obra se mantuvo en cartel en la hoy cerrada sala parisina durante 350 noches.
Su tumba se encuentra en el Cementerio de Montmartre.

## Algunas de sus canciones más conocidas
- Les enfants qui s'aiment (letra de Jacques Prévert)
- Les feuilles mortes (Las hojas muertas) (letra de Jacques Prévert)
- Je suis comme je suis (letra de Jacques Prévert)
- Rue des Blancs-Manteaux (letra de Jean-Paul Sartre)
- Si tu t'imagines (letra de Raymond Queneau)
- Autumn leaves